# فدراسیون سلطنتی دو و میدانی اسپانیا
فدراسیون سلطنتی دو و میدانی اسپانیا (انگلیسی: Royal Spanish Athletics Federation) سازمان اداره کننده ورزش دو و میدانی در کشور اسپانیا است.
این فدراسیون که در سال ۱۹۲۰ تأسیس شده مقر آن در شهر مادرید قرار دارد.